# Klaus-Werner Jonas
Klaus-Werner Jonas (* 16. Februar 1954 in Peine, Niedersachsen) ist ein deutscher Politiker (SPD).

## Ausbildung und Beruf
Nach der Hauptschule absolvierte Jonas eine Ausbildung zum Verwaltungsfachwirt in Hannover.
Von 1977 bis 1981 arbeitete er als Angestellter beim Arbeitsamt in Gießen.
1981 bis 1988 war Klaus-Werner Jonas Mitarbeiter beim Regierungspräsidium in der Stadt Gießen. Zwischen 1988 und 1990 fungierte er als Büroleiter der Gemeinde Weinbach in Hessen.

## Politik
1988 trat Jonas in die SPD ein. Ab dem Jahr 1990 war er Bürgermeister der ostthüringischen Stadt Berga im Landkreis Greiz. Von September 2002 bis zur Neuwahl 2005 war Jonas direkt gewähltes Mitglied des Bundestages. Er vertrat dort den Wahlkreis Greiz – Altenburger Land. 2002 trat er wegen seines Bundestagsmandates nicht mehr zu der Bürgermeisterwahl an. Ihm wurde vorgeworfen, als Bürgermeister überhöhte Dienstreisekosten abgerechnet und durch zu hohe Kredite Berga überschuldet zu haben. Wegen der Ermittlungen der Staatsanwaltschaft Gera in diesem Zusammenhang wurde Anfang Juli 2004 Jonas’ Immunität als Bundestagsabgeordneter vorübergehend aufgehoben. Das Verfahren wurde kurz darauf eingestellt.
Von 1994 bis 2007 war er Mitglied im Kreistag des Landkreises Greiz. Nach dem Ausschluss aus der SPD-Fraktion saß er als fraktionsloses Mitglied im Kreistag Greiz. Weiter saß er von 2004 bis 2008 im Stadtrat in Berga/Elser.
Als Abgeordneter der SPD-Bundestagsfraktion wurde Jonas 2002 ordentliches Mitglied im Ausschuss für wirtschaftliche Zusammenarbeit und Entwicklung sowie im Petitionsausschuss. Er war stellvertretendes Mitglied im Unterausschuss Vereinte Nationen des Deutschen Bundestags. Zudem gehörte Jonas der Parlamentarischen Versammlung im Europarat an und war Mitglied der Versammlung der WEU – Interparlamentarische Europäische Versammlung für Sicherheit und Verteidigung.
Nach einem Bericht der Marxistisch-Leninistischen Partei Deutschlands (MLPD) ,  war Jonas in den 80er Jahren Mitglied der MLPD. In einem Bericht wurde behauptet, dass Jonas am Gründungsparteitag der MLPD teilnahm und 1988 aus der MLPD als Spitzel des Verfassungsschutzes ausgeschlossen wurde. Die MLPD verbreitete diese Behauptungen in seinem Lebens- und Arbeitsumfeld in Gießen.